# Bryan Alberts
Bryan Alberts (Los Angeles, 29 dicembre 1994) è un cestista statunitense con cittadinanza olandese.